# Kenneth Tynan
Kenneth Tynan (ur. 2 kwietnia 1927 w Birmingham, zm. 26 lipca 1980 w Londynie) – angielski krytyk teatralny.
W latach 1954–1958 i ponownie 1960-1963 współpracował z pismem "The Observer", a 1958-1960 - "New Yorker", później 1963-1973 był kierownikiem literackim National Theatre w Londynie. Napisał kontrowersyjne rewie: Oh, Calcutta (1969) i Carte Blanche (1976). Opublikował zbiory szkiców - m.in. He that Plays the King (1950), Curtains (1961) i Tynan Right and Left (1967).